# Hrvoje Relja
Hrvoje Relja (Split, 23. rujna 1970.), hrvatski filozof i svećenik.

## Životopis
Rodio se 23. rujna 1970. godine u Splitu. Osnovnu školu završio je 1985. u Splitu. Srednju matematičko-informatičku školu završio je 1989. u Splitu. Godine 1994. diplomirao je strojarstvo na Fakultetu elektrotehnike, strojarstva i brodogradnje Sveučilišta u Splitu. Iste godine započeo je studij filozofije na Filozofskom fakultetu Družbe Isusove u Zagrebu. Naredne godine započeti studij filozofije nastavlja u Rimu na Filozofskom fakultetu „Ateneo Pontificio Regina Apostolorum” gdje je diplomirao 1996. godine. Na istom Filozofskom fakultetu je magistrirao i filozofiju 2000. godine.
Na Filozofskom fakultetu istog Sveučilišta, 2008. godine, obranio je doktorsku disertaciju s temom: „Il realismo metodico di S. L. Jaki. Dalla convinzioe religiosa tramite il realismo moderato e la creatività scientifica fino al realismo metodico”.
Godine 2000. postao je znanstveni novak na Odjelu za filozofiju Filozofskog fakulteta sada Sveučilišta u Zadru gdje je radio do 2007. godine. Zatim se zapošljava na Filozofskom fakultetu u Splitu, na Odsjeku za filozofiju.
Od 2015. do 2017. znanstveno se usavršavao u Rimu na Papinskom sveučilištu Gregoriana.
Član je Hrvatskog filozofskog društva, Književnog kruga Split i Matice Hrvatske.
Za đakona je zaređen u Zagrebu, 30. lipnja 2018. godine. Dana 5. siječnja 2019. zaređen je za svećenika Vojnog ordinarijata Republike Hrvatske.

## Djela
Autor:
- „Tomsitička filozofija” (2021.)
- „Čudesa: Uvod u filozofiju i teologiju čudesa” (Split, 2023.)

### Mrežna sjedišta
- Hrvoje Relja. www.ljevak.hr. Pristupljeno 27. lipnja 2023.
- Svećeničko ređenje don Marka Trogrlića. www.studenci.hr. Pristupljeno 27. lipnja 2023.